# دانیال مؤمنی
دانیال مؤمنی (زادهٔ ۲۲ فوریهٔ ۱۹۹۹) در اهواز؛ بازیکن فوتبال اهل ایران است که در پست هافبک برای باشگاه فوتبال پالایش نفت بازی می‌کند.

## دوران باشگاهی

### فولاد خوزستان
وی اولین بازی خود در لیگ برتر خلیج فارس را در هفته سی‌ام لیگ برتر فوتبال ایران ۹۸–۱۳۹۷، مقابل باشگاه فوتبال تراکتور انجام داد.